# Nemosoma siculum
Nemosoma siculum is een keversoort uit de familie schorsknaagkevers (Trogossitidae). De wetenschappelijke naam van de soort werd in 1892 gepubliceerd door Ragusa.